# Koopkracht
De koopkracht geeft aan hoeveel een huishouden gemiddeld kan kopen. De koopkracht is onder andere afhankelijk van het inkomen, de geheven belastingen en de waardevermindering van geld.
Van belang is hoe de koopkracht zich ontwikkelt over de tijd. Het gaat om de ontwikkeling van het inkomen ten opzichte van de inflatie. Als het inkomen sneller stijgt dan de inflatie, stijgt de koopkracht. Het gaat om het netto-inkomen, dus na de afdracht van belastingen en sociale premies, maar inclusief diverse toeslagen voor huur, zorg en kinderen. Anno 2016 blijven in Nederland de netto-inkomens vrijwel gelijk en dalen de prijzen licht, zodat de koopkracht licht stijgt. De koopkracht daalt ook bij stijgende belastingen omdat dan het besteedbare deel van het inkomen daalt. Indien het gestandaardiseerde inkomen sterker stijgt dan de prijzen, neemt de koopkracht toe. 
Het begrip wordt gebruikt om de (reële) ontwikkeling van het inkomen vast te stellen of ten behoeve van welvaartsverschillen tussen huishoudens binnen een land maar ook tussen verschillende landen. 
Om voor beleidsdoeleinden de koopkracht inzichtelijk te maken wordt onder andere de inflatie berekend met de consumentenprijsindex. Dat is de waarde van een mandje van goederen en diensten dat een huishouden zal aanschaffen in een bepaalde periode. In Nederland wordt dit gedaan door het CBS. In combinatie met de gemiddelde inkomensontwikkeling kan met de inflatie de (gemiddelde) koopkrachtontwikkeling over meerdere perioden worden vergeleken.
Koopkrachtcijfers worden vaak gedifferentieerd naar doelgroepen. Hierdoor bestaat de mogelijkheid om specifiek in kaart te brengen hoe de koopkrachtontwikkeling voor minima, gezinnen met kinderen, middeninkomens of andere (sub)groepen uitpakt. De overheid kan hier op in spelen door specifiek beleid voor een bepaalde groep te ontwikkelen. Berekeningen over de koopkracht worden in Nederland vaak gemaakt door het Centraal Planbureau (CPB) en het Nibud (Nationaal Instituut voor Budgetvoorlichting). Het Nibud berekent ieder jaar met Prinsjesdag hoe de koopkracht verandert. Vooral overheidsmaatregelen, prijsontwikkelingen en loonstijgingen zijn van invloed op het koopkrachtniveau van huishoudens. De koopkrachtplaatjes van het Nibud geven inzicht in de mate van deze invloed en maken het mogelijk om de ontwikkeling van de koopkracht over verschillende periodes te vergelijken.
Onderscheiden kunnen worden de statische en dynamische koopkrachtontwikkeling. In het eerste geval gaat het om de koopkrachtontwikkeling van huishoudens waarin individuele veranderingen niet aan de orde zijn, zoals scheiden, overlijden van de partner, gaan samenwonen, promotie maken, werkloos of arbeidsongeschikt worden, een baan vinden en met pensioen gaan.
De dynamische koopkrachtontwikkeling is niet alleen per huishouden heel verschillend, maar ook het gemiddelde kan afwijken van de statische koopkrachtontwikkeling, bijvoorbeeld doordat meer mensen werkloos worden en/of uitkeringsrechten eerder aflopen, en door verhoging van de AOW-leeftijd (in negatieve zin als men dit niet kan compenseren met loon of uitkering, of in positieve zin als loon of een hoge uitkering hierdoor langer doorloopt).